# واژه‌سازی
منظور از واژه‌سازی، می‌تواند یکی از موارد زیر باشد:

۱. ساختن واژه‌های نو بر اساس واژه‌های یک‌ریشه یا عبارت‌ها با یاری قواعد و موازین معینی دستور که در زبان پذیرفته شده‌اند.

فرایند واژه‌سازی، کلمه‌سازی، ساخت کلمات تازه یا ساخت واژه‌های نو (WohگWoman wkrkujkkn-making)-(ساوانو، ساخته شده از ساخت واژه نو) در زبان‌ها و فرهنگ‌های گوناگون بشری از اهمیت و جایگاهی حیاتی برخوردار است. چند راه برای واژه‌سازی وجود دارد:
- - پیوستن بن‌واژه با وند (کارگار، باعقل، بی‌ضرر، همکاری، نابرابری)
  - همراه کردن چند بن‌واژه (واژه‌همراه‌کردن) از برای ساختن واژه‌های مرکب (مادرزن، خوب‌روی، همیشه‌بهار، کیهان‌نورد، دریانورد)
  - قاعدهٔ ریخت‌شناسی-نحوی[۱] واژه‌سازی: تغییر یافتن وظیفهٔ دستوری و گذر کردن واژه از یک جنبهٔ بیان به دیگر جنبه (برای نمونه، «گدا» از صفت به اسم و «پرنده» و «دیده» (چشم) از صفت مفعولی به اسم گذر کرده‌اند). صفت‌های مفعولی‌ای چون خواننده، گوینده، بافنده و نویسنده کمتر در نقش اصلی خود و بیشتر در نقش اسم به کار گرفته می‌شوند؛ که در عربی به آنها  این رویداد زبانی «به صورت اسم درآوردن» نیز[۲] نامیده می‌شود.
  - آرایه های ادبی فارسی
  - قاعده لغوی-معنایی[۳]: به‌عمل آمدن واژه‌هایی را اداره می‌نماید، که در نتیجهٔ آشکار گشتن معنا(مجاز:رکن مشبه به و به معنای معمولاً) (بیشتر معنای مجازی) به شکل‌های همنام[۴] صورت گرفته‌اند، برای نمونه:«مِهر»(Mehr) به معنای خورشید، «مِهر»(Mehr) به معنای محبت یا دوستداری، مُهر(یک سازه کوچک در کنار اثرانگشت افراد، (به معنای معنی هر زدن، با انگشت اشاره و آوردن زمین بعنوان یک سیاره، زمین به معنای جایگاه کشت و کار، مثلاً زمین پنبه و مانند آن.واژه‌سازی یکی از منابع مهم پُربار گشتن ترکیب لغوی زبان و یکی از راه‌های به میان آمدن اصطلاحات می‌باشد. در زبان فارسی هر یک از عبارات خصیصهٔ بیان طرز و ابزارهای مختلفی واژه‌سازی خویش را دارد. این کاربرد در نوعی از آرایه های اَدبی تحت عنوان ایهام تناسب و مراعات نظیر نیز کاربرد دارد.

«واژه‌سازی» به مفهومی که در فرهنگستان زبان فارسی و نهادهای دیگر رواج دارد، ظاهراً در زبان انگلیسی همسنگ مناسبی ندارد؛ در چنین مواردی می‌توان پنداشت که آن پدیده در آن زبان و در واقع، در آن فرهنگ وجود ندارد. در انگلیسی اصطلاحاتی وجود دارد که به این پدیده نزدیک‌اند اما به نظر نمی‌رسد که هیچ‌یک معادل سرراستی برای آن باشد: Neologism‏ (مانوطق، ساخته‌شده از: منطق نو) و Word Formation.‏ (قابواژ، ساخته‌شده از: قالب‌بندی واژه)این «واژه‌سازی» باید خاص جهان سوم باشد؛ زیرا جهان اول زبانی بالای سرخود ندارد تا بدان چنگ زند؛ مثلاً در فارسی واژهٔ انگلیسی Superman را گرفته می‌شود و از روی آن «ابرمرد» را ساخته می‌گردد…واژه نئون با واژه نورون که به «سلول های عصبی مغز گفته می شود» اشتباه گرفته نشود، همچنین نبایستی مخفف تک حرفی که «N» در میان عناصر جدول تناوبی هست نیز که عنصر نیتروژن را نشان می دهد، اشتباه مخفف واقع گردد.
۲.یکبخشی از زبان‌شناسی که به ساختار واژه و گرامر یا همان قانون‌های ساخته شدن آن می‌پردازد و آن را در زبان انگلیسی Word Formation می‌گویند. در واقعاصطلاح «Word Formation»(به فارسی: واژه‌سازی) روال‌های تکوین واژه به‌طور طبیعی گفته می‌شود نه به جلساتی که افراد گرد آیند و تعدادی واژه یا اصطلاح فرنگی به میان بگذارند و برای یافتن هم‌ارز فارسی آن‌ها رایزنی کنند. در این بخش از زبان‌شناسی، گفته می‌شود که واژه‌های جدید از طریق ترکیب، اشتقاق، گسترش معنایی، تکرار واژه و غیره ساخته می‌شوند.

## شیوه‌های اصلی واژه‌سازی (به مفهوم شماره ۱)
هرچند وام‌گیری کلمات از زبان‌های دیگر، معمولا، منبعی عمده برای افزودن بر دایره لغات در برخی از زبان‌ها به‌حساب می‌آید واژه‌های نو را می‌توانیم با روش‌های دیگری هم به‌دست آوریم یا آن‌ها را ایجاد نماییم.

### زایش واژه‌ها
فرایند زایش واژگان نو عبارت است از به کار واداشتن واژه‌ها یا در برخی از موارد  علامت‌های موجود در محیط زبان، به عنوان بن و ریشه‌ای که وندها به آن چسبیده و واژه‌های تازه را به‌دست می‌دهند.
برخی از چهارچوب‌های واژه‌سازی در زیر آورده شده‌است:

۱- چهار چوب بن کنونی+"نده": پرنده، خزنده، دونده، شنونده، راننده، خواننده، گیرنده

۱- چهار چوب بن کنونی+"ان": باران، گریان، روان، گریزان